# Baile inolvidable
«Baile inolvidable» (estilizado como «BAILE INoLVIDABLE») es una canción del cantante puertorriqueño Bad Bunny. Es el tercer sencillo de su sexto álbum de estudio Debí tirar más fotos, lanzado el 5 de enero de 2025 bajo la discográfica Rimas Entertainment.

## Antecedentes y lanzamiento
El tracklist de Debí tirar más fotos fue revelado el 3 de enero de 2025, siendo «Baile Inolvidable» la tercera canción del álbum. El tema fue lanzado el 5 de enero de 2025 junto al resto del álbum.

## Música y letra
Musicalmente, «Baile inolvidable» es una canción de salsa como homenaje a la cultura de Puerto Rico. Líricamente, «Baile inolvidable» es más que una canción de amor; es una reflexión sobre la belleza y el dolor de las relaciones pasadas. Además, contiene un fragmento de un diálogo del actor Jacobo Morales.

## Video musical
El videoclip de «Baile inolvidable» fue publicado el 9 de enero de 2025. Está protagonizado por Bad Bunny y Jacobo Morales. El video fue dirigido por Kacho Lopez Mari.
El video musical comienza con Jacobo entrando en un salón de baile para inscribirse en clases de salsa. A continuación se ve a Benito siendo enseñado a bailar salsa en el mismo salón, para después aparecer en un escenario junto a varios músicos cantando el tema.

## Posicionamiento en listas
| Lista (2025)                          | Mejor posición |
| ------------------------------------- | -------------- |
| Argentina (Argentina Hot 100)         | 2              |
| Argentina (CAPIF)                     | 3              |
| Bolivia (Billboard)                   | 1              |
| America central (Monitor Latino)      | 11             |
| America Central + Caribe (FONOTICA)   | 12             |
| Chile (Billboard)                     | 1              |
| Colombia (Billboard)                  | 2              |
| Colombia (Monitor Latino)             | 6              |
| Costa Rica (Monitor Latino)           | 12             |
| Costa Rica (FONOTICA)                 | 1              |
| República Dominicana (Monitor Latino) | 1              |
| Ecuador (Billboard)                   | 2              |
| Ecuador (Monitor Latino)              | 2              |
| El Salvador (ASAP EGC)                | 1              |
| El Salvador (Monitor Latino)          | 1              |
| Francia (SNEP)                        | 18             |
| Grecia (IFPI)                         | 11             |
| Guatemala (Monitor Latino)            | 16             |
| Honduras (Monitor Latino)             | 11             |
| Irlanda (IRMA)                        | 69             |
| Italia (FIMI)                         | 18             |
| Luxemburgo (Billboard)                | 5              |
| Mexico (Billboard)                    | 4              |
| New Zealand Hot Singles (RMNZ)        | 9              |
| Nicaragua (Monitor Latino)            | 13             |
| Panamá (Monitor Latino)               | 8              |
| Panamá (PRODUCE)                      | 11             |
| Perú (Billboard)                      | 1              |
| Perú (Monitor Latino)                 | 1              |
| Portugal (AFP)                        | 5              |
| Puerto Rico (Monitor Latino)          | 1              |
| España (PROMUSICAE)                   | 2              |
| Suriname (Nationale Top 40)           | 6              |
| Sweden Heatseeker (Sverigetopplistan) | 5              |
| Uruguay (CUD)                         | 3              |
| Venezuela (Monitor Latino)            | 11             |
| Venezuela (Record Report)             | 4              |